# Fondazione Marittima Ammiraglio Michelagnoli
La Fondazione Marittima Ammiraglio Michelagnoli di Taranto si prefigge lo scopo di favorire la cultura umanistica, scientifica e tecnica del mondo del mare e valorizzare e promuovere la ricerca marina.
La fondazione, sita in Via Cataldo Nitti 7, è dedicata all'Ammiraglio Alessandro Michelagnoli, ed è stata fondata, con il patrocinio della Marina Militare Italiana, il 12 maggio 1989 dalla Provincia e dal Comune di Taranto, dalla Banca Popolare di Puglia e Basilicata e dall'Alenia Marconi Systems, i cui legali rappresentanti, assieme al Direttore Generale, ne compongono il Consiglio di Amministrazione. Nel Consiglio Direttivo sono inoltre presenti come soci sostenitori e con un proprio rappresentante sia il Consorzio Nazionale Interuniversitario per le Scienze del Mare che il Consiglio Nazionale delle Ricerche.

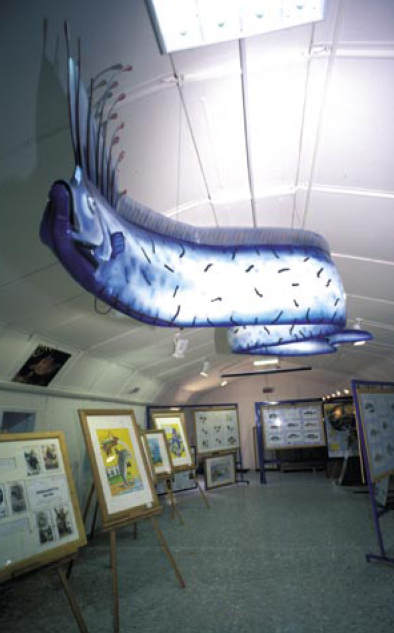
La Galleria della Scienza e della Tecnica
(gentile concessione)

Per lo svolgimento dei compiti statutari, la fondazione si avvale di ingegneri, architetti, biologi, geologi, oceanografi, ufficiali della Marina, cui si aggiungono in relazione alle attività da svolgere, collaboratori del mondo istituzionale, accademico, della ricerca e dell'industria. La fondazione opera d'intesa con organismi universitari e della ricerca nazionali e regionali ed è dotata di:
- Laboratorio di informatica per l'editoria elettronica, l'elaborazione cartografica, le applicazioni multimediali e le banche dati multimediali sul mondo marino;
- Mediateca e Biblioteca del Mare ricca di diapositive, fotografie, documenti multimediali e libri pertinenti;
- Galleria della Scienza e della Tecnica, allestita nel comprensorio delle Scuole Sottufficiali della Marina Militare, con opere di elevato valore scientifico-divulgativo, composte da bassorilievi, sculture di animali marini, maxifoto e disegni naturalistici, relativi alla flora e fauna marina, nonché poster scientifico-divulgativi.

Le attività prevalenti della fondazione, svolte sia d'iniziativa che su indicazione degli Enti pubblici e dei Ministeri di competenza, sono essenzialmente indirizzate a:
- Promuovere ed effettuare ricerche e studi volti a sviluppare le professionalità e le sensibilità necessarie per valorizzare le risorse produttive naturali e per perseguire la gestione ecocompatibile dell'ambiente e lo sviluppo sostenibile;
- Divulgare la cultura globale, umanistica e tecnico-scientifica, connessa con il mondo del mare e la sua salvaguardia, favorendo l'educazione e la formazione professionale per l'applicazione delle tecnologie pertinenti;
- Ideare e realizzare ausili scientifico-divulgativi tradizionali ed innovativi idonei a comporre efficaci spazi espositivi e strumenti didattici, ed individuare soggetti ed organizzazioni che contribuiscano ai processi di miglioramento della qualità della vita nel mare.

Intensa risulta l'attività didattica svolta presso le scuole con particolare efficacia quando avviene in concomitanza con rassegne del patrimonio espositivo della stessa fondazione, supportate da sussidi multimediali, realizzati presso il laboratorio di informatica. Continuativa risulta anche l'attività editoriale d'intesa e con la collaborazione di esperti di rilievo, volta a valorizzare le ricerche che la fondazione svolge o promuove sulle tematiche istituzionali alle quali, di norma, viene dato un taglio mediterraneo ed europeo.
La fondazione è stata ideata, promossa ed organizzata dal Comandante Carmelo Maggio, Ufficiale Superiore di Vascello della riserva, nel 1987.
Riconosciuta giuridicamente con il Decreto 28 aprile 1992 del Ministro ex Marina mercantile, è divenuta Onlus nel 1998, ed è sostenuta e controllata da tre Ministeri che ne hanno individuato una specifica competenza: Ministero delle Infrastrutture e dei Trasporti, Ministero dell'Ambiente e della Tutela del Territorio, Ministero dell'Istruzione, Università e Ricerca.
Presidente della fondazione è l'Ing. Fabrizio Martello, Direttore Generale è l'Ing. Salvatore Mellea.
Per lo sviluppo delle proprie attività, la fondazione è assistita da un comitato tecnico-scientifico presieduto dal dott. Matteo Baradà.